# Glicerol-3-fosfat dehidrogenaza (NAD(P)+)
Glicerol-3-fosfat dehidrogenaza (+) (EC 1.1.1.94, L-glicerol-3-fosfat:NAD(P) oksidoreduktaza, glicerol fosfat dehidrogenaza (nikotinamid adenin dinukleotid (fosfat)), glicerol 3-fosfat dehidrogenaza (NADP), glicerol-3-fosfat dehidrogenaza (NAD(P))) je enzim sa sistematskim imenom sn-glicerol-3-fosfat:NAD(P)+ 2-oksidoreduktaza. Ovaj enzim katalizuje sledeću hemijsku reakciju
-glicerol 3-fosfat + NAD(P)+ {\displaystyle \rightleftharpoons } gliceron fosfat + NAD(P)H + H+
Ovaj enzim iz Escherichia coli manifestuje specifičnost za B stranu NADPH.

## Literatura
- Nicholas C. Price; Lewis Stevens (1999). Fundamentals of Enzymology: The Cell and Molecular Biology of Catalytic Proteins (Third изд.). USA: Oxford University Press. ISBN 019850229X.
- Eric J. Toone (2006). Advances in Enzymology and Related Areas of Molecular Biology, Protein Evolution (Volume 75 изд.). Wiley-Interscience. ISBN 0471205036.
- Branden C; Tooze J. Introduction to Protein Structure. New York, NY: Garland Publishing. ISBN 0-8153-2305-0.
- Irwin H. Segel. Enzyme Kinetics: Behavior and Analysis of Rapid Equilibrium and Steady-State Enzyme Systems (Book 44 изд.). Wiley Classics Library. ISBN 0471303097.

## Spoljašnje veze
- Glycerol-3-phosphate+dehydrogenase+NAD(P) на 